# Жагун, Павел Николаевич
Павел Николаевич Жагун (род. 22 мая 1954, Челябинск) — русский поэт, композитор и музыкант, продюсер, художник, куратор художественных проектов. Сольные музыкальные проекты выпускает под псевдонимом Piezo.

## Творческий путь
Вырос на Украине, окончил Киевское высшее музыкальное училище имени Глиэра по классу трубы. Музыкой занимается с девяти лет, литературой с двенадцати.
В 1970—1980 годы работал в симфонических и джазовых коллективах:
- 1971—1975 — прогрессив-джаз-рок группа «Bells»,

- 1974—1976 — оркестр радио и телевидения Украинской ССР, ВИА «Чаривни гитары» и «Красные маки». Песни на стихи Павла Жагуна исполняют: Алла Пугачёва, Валерий Леонтьев, Игорь Николаев, Александр Барыкин, Ирина Аллегрова, Михаил Боярский, Севара
- Со второй половины 1980-х занимается сольными индустриальными шумовыми проектами и продюсированием независимых групп. Один из основоположников российского электронного авангарда.
- 1988  — создатель и продюсер группы «Скандал», лауреат Песни-88 ( песня «Королевство кривых зеркал», музыка Игоря Николаева)
- 1989 — создатель и продюсер группы «Моральный кодекс»
- 1990 — на студии SNC Records продюсирует альбомы групп: «Скандал», «Встреча на Эльбе», «Матросская тишина», «Два самолёта», «Spinglett», «Meantraitors»
- 1991—1992 — участвует в создании российской электронной пост-индустриальной сцены в рамках экспериментальных проектов «Atomic Bisquit Orchestra», «Joint Committee», «F.R.U.I.T.S.» (с Алексеем Борисовым)
- 2000—2003— пишет музыку для кино и художественных акций, работает куратором арт галереи «Khankhalaev gallery», занимается живописью и графикой.

## Литературное творчество
- 2007 — Жагун публикует авангардные и поставангардные стихи и прозу, над которыми работает ещё с середины 1970-х гг.
- 2008 — Организатор и участник ежегодного международного фестиваля саунд-арта и современной поэзии «Поэтроника».
- 2009 — Шорт-лист Премии Андрея Белого.

### Книги
- Я выбираю тебя: Стихи звездных песен. — М.: Эксмо, 2007. — 286 с.
- Радиолярии: Стихи. — М.: Водолей Publishers, 2007. — 112 с.
- IN4: Книга стихотворений. — СПб.: Издательство «Пушкинского фонда», 2008. — 170 с.
- Алая буква скорости: Книга стихотворений. — СПб.: Издательство «Пушкинского фонда», 2009. — 189 с.
- Пыль Калиостро: [Поэтическая проза — текст-трансформер]. — М.: АРГО-РИСК; Книжное обозрение, 2009. — 152 с.
- Carte Blanche / Послесл. П. Казарновского. — М.: АРГО-РИСК, 2010. — 240 с.
- Тысяча пальто / Вступ. статья К. Корчагина. — М.: Новое литературное обозрение, 2014. — 136 с. — («Новая поэзия»).

## Дискография
- 2008 — «Xaioiax» — Koyuki Records
- 2005 — «BRUT» — 0˙ Records
- 2001 — «Music for Machines» — CD Exotica
- 2001 — «Генератор светящегося льда» — V/A"Расскажи Чайковскому новости. Часть третья" Exotica Lights
- 2001 — «Степ индустрия» — V/A «Расскажи Чайковскому новости. Часть вторая» ж113 Exotica Lights
- 1999 — «Голубая пушинка на черной шляпе» — V/A «Расскажи Чайковскому новости» ж111 Exotica Lights
- 1999 — Aquasonic Live CD-R Noart Records
- 1996 — «Magnetto», Noart Records
- 1996 — «Celluloid Solution» — V/A «Транссибирский Экспресс» Purple Legion
- 1992 — «Xenomania» CD-R Noart Records
- 1991 — «Toxic Tranzistor» CD-R Noart Records
- 1991 — «Dead Fish And Luminous Air» CD-R Noart Records
- 1990 — «Toyz Of The Noize» CD-R Noart Records
- 1989 — «Noisereconstruction» CD-R Noart Records
- 1988 — «Moto 2000»- 0˙Records
- 1987 — «Rubber Japan» — 0˙Records
- 1986 — «Honey Phosphorus» — 0˙Records
- 1985 — «Clorox of molecule» — 0˙Records
- 1984 — «Glass Idol» — 0˙Records

## Избранная дискография в сотрудничестве с «F.R.U.I.T.S.»
- 1997 — «Elektrostatic» (Exotica)
- 1998 — F.R.U.I.T.S. & Sa-Zna «Янтарные Комнаты» / «Amber Rooms» (совместно с Р. Аникушиным, П. Жагуном, А. Меньшагиным, И. Гоцмановым, Р. Норвилой) (CD) (Exotica / GMB R&I., Россия)
- 2000 — Acid report 96 (CD-R, Grief recordings) и  Studio recordings 92-93Ф vol.1 (CD-R, N&B research digest)
- 2001 — Jakuzi (CD, Exotica) и «Lakmus» (CD-R, Xerxes rec., Japan)
- 2004 — «Forbidden Beat» (CD, Laton, Austria)